# Miro Ukalovic
Miro Ukalovic (Hisings Kärra, 9 september 1960) is een voormalig voetbalscheidsrechter uit Zweden. Hij leidde wedstrijden in de hoogste afdeling van de Zweedse voetbalcompetitie, de Allsvenskan, van 1999 tot 2006.

## Statistieken
| Seizoen | Competitie  | Duels | Kaarten    | Kaarten                                    | Kaarten     |
| Seizoen | Competitie  | Duels | Kreeg geel | Kreeg voor de tweede keer geel en dus rood | Weggestuurd |
| ------- | ----------- | ----- | ---------- | ------------------------------------------ | ----------- |
| 2002    | Allsvenskan | 13    | 43         | 0                                          | 3           |
| 2003    | Allsvenskan | 14    | 50         | 0                                          | 0           |
| 2004    | Allsvenskan | 15    | 58         | 4                                          | 0           |
| 2005    | Allsvenskan | 15    | 57         | 1                                          | 0           |
| 2006    | Allsvenskan | 15    | 48         | 0                                          | 1           |
| Totaal  | Totaal      | 72    | 208        | 5                                          | 3           |